# Stachyris grammiceps
A Stachyris grammiceps a madarak osztályának verébalakúak (Passeriformes) rendjébe és a timáliafélék (Timaliidae) családjába tartozó faj.

## Rendszerezése
A fajt Coenraad Jacob Temminck holland arisztokrata és zoológus írta le 1827-ben, a Myiothera nembe Myiothera grammiceps néven.

## Előfordulása
Délkelet-Ázsiában, az Indonéziához tartozó Jáva szigetén honos. Természetes élőhelyei a szubtrópusi vagy trópusi síkvidéki esőerdők. Állandó, nem vonuló faj.

## Megjelenése
Testhossza 12 centiméter, testtömege 11-15 gramm.

## Természetvédelmi helyzete
Az elterjedési területe kicsi, széttöredezett, a fakitermelés és a mezőgazdaság miatt még csökken is, egyedszáma szintén csökken. A Természetvédelmi Világszövetség Vörös listáján mérsékelten fenyegetett fajként szerepel.